# David Sproxton

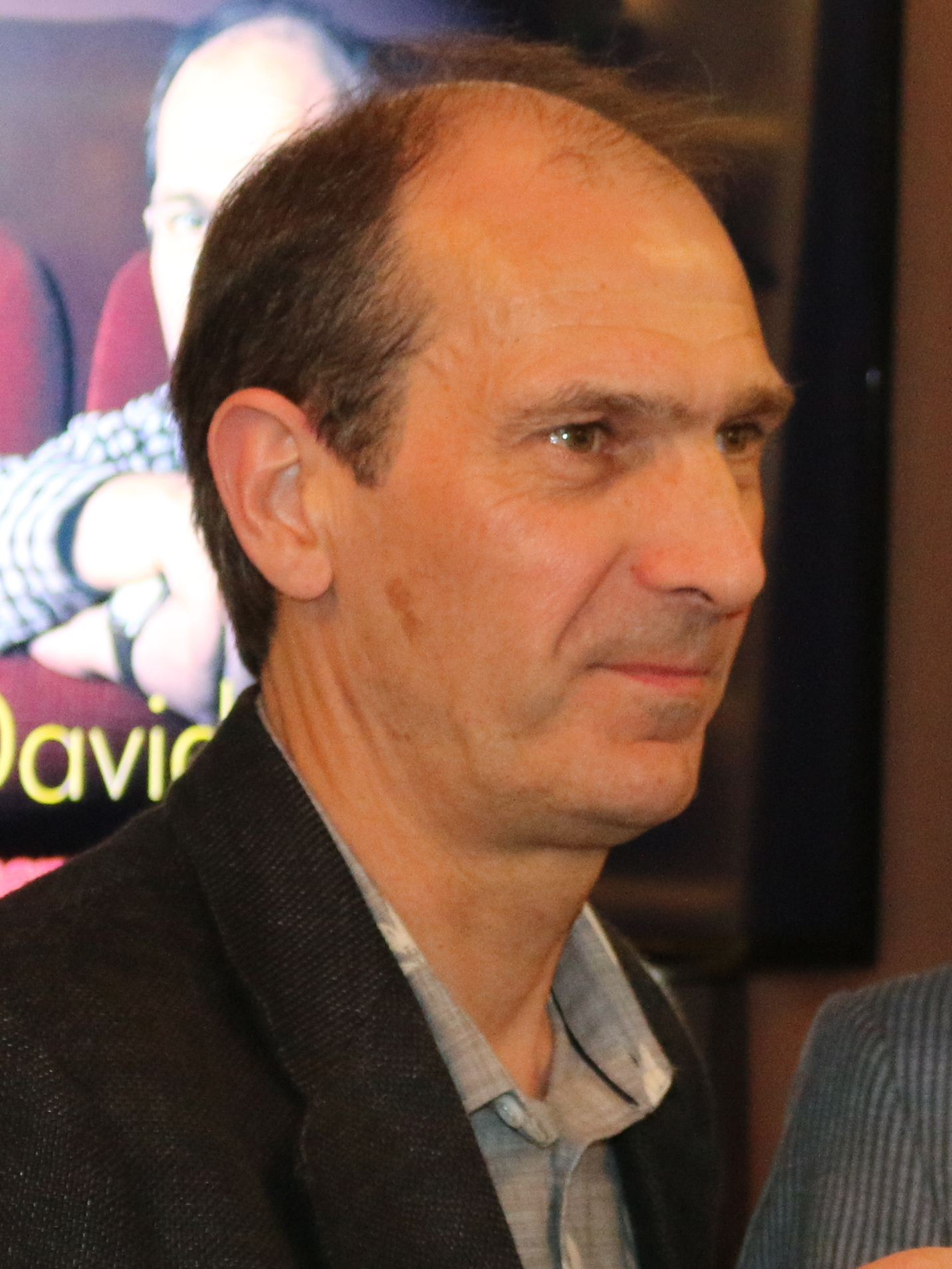
Sproxton auf dem Annecy International Animated Film Festival, 2016

David Sproxton (* 6. Januar 1954) ist ein britischer Regisseur und Produzent sowie Mitbegründer der Oscar-prämierten Aardman Animation Studios.

## Leben
Zusammen mit seinem Freund Peter Lord gründete Lord Mitte der 1970er Jahre die anfangs nur Aardman genannte Filmproduktionsfirma in einem Hinterhofgebäude von Bristol. Um den gemeinsamen Traum eines eigenen individuellen Trickfilmstils zu realisieren, experimentierten die beiden mit Knetmasse und entwickelten die Claymationtechnik (clay englisch= Knet- oder Modelliermasse).

## Auszeichnungen
- Am 17. Juni 2006 wurde Sproxton zum Commander of the Order of the British Empire (CBE) ernannt.

## Filmografie (Auswahl)
- 1989: Creature Comforts (Kurzfilm)
- 1992: Adam (Kurzfilm)
- 1993: Wallace & Gromit – Die Techno-Hose (The Wrong Trousers) (Kurzfilm)
- 1995: Wallace & Gromit – Unter Schafen (A Close Shave) (Kurzfilm)
- 1996: Wat’s Pig (Kurzfilm)
- 2000: Chicken Run – Hennen rennen (Chicken Run)
- 2003–2007: Creature Comforts (Fernsehserie)
- 2005: Wallace & Gromit – Auf der Jagd nach dem Riesenkaninchen (Wallace & Gromit: The Curse Of The Were-Rabbit)
- 2006: Flutsch und weg (Flushed Away)
- 2007–2010: Shaun das Schaf (Shaun the Sheep) (Fernsehserie)
- 2009–2011: Timmy das Schäfchen (Timmy Time) (Fernsehserie)
- 2011: Arthur Weihnachtsmann (Arthur Christmas)
- 2012: Die Piraten! – Ein Haufen merkwürdiger Typen (The Pirates! In an Adventure with Scientists)
- 2015: Shaun das Schaf – Der Film (Shaun the Sheep Movie)
- 2018: Early Man – Steinzeit bereit (Early Man)